# Tập đoàn Viễn thông Eritrea
Tổng công ty Dịch vụ Viễn thông Eritrea (trước đây có tên là Dịch vụ Viễn thông Eritrea), thường được gọi là EriTel, là nhà điều hành duy nhất cơ sở hạ tầng liên lạc điện thoại cố định ở Eritrea. EriTel cũng là công ty điều hành dịch vụ điện thoại di động duy nhất ở Eritrea. Tập đoàn cũng là một trong các nhà cung cấp dịch vụ Internet ở quốc gia này.

## Tổng quan

### EriTel (nhà khai thác điện thoại di động)
Dịch vụ di động của EriTel bắt đầu từ tháng 3 năm 2004 và dịch vụ đã phát triển đáng kể từ khi thành lập. Tính đến năm 2013, EriTel đã có gần 358.000 người dùng. Tập đoàn đang vận hành mạng GSM 900 phủ sóng hầu hết các đô thị lớn bao gồm Asmara, Embatkala, Ghinda, Massawa, Dekemhare, Mendefera, Keren, Adi Keyh, Barentu, Teseney, Agordat, Sawa, và Nakfa.
Nhánh dịch vụ này của EriTel được thành lập dựa trên một hợp đồng liên doanh giữa Chính phủ Eritrea và Ubambo Investment Holdings Limited, một công ty Nam Phi. EriTel không cung cấp cho khách hàng dịch vụ tin nhắn SMS tới các địa điểm ở nước ngoài.

### EriTel (nhà cung cấp dịch vụ Internet)
EriTel là một trong những công ty đầu tiên nhận được giấy phép hoạt động với tư cách là điều hành dịch vụ Internet tại Eritrea. Công ty đã mở các quán cà phê Internet, cung cấp đường dây cho thuê riêng và kết nối dial-up để cung cấp sản phẩm của mình. Tuy nhiên, vấn đề tắc nghẽn kết nối là một vấn đề cố hữu của nhà mạng này. EriTel kiểm soát gateway quốc gia do hợp tác với USAID.

### EriTel (nhà điều hành điện thoại cố định)
EriTel tiếp nhận cơ sở hạ tầng này từ Cơ quan Bưu chính Viễn thông khi chúng được tách thành các tổ chức riêng biệt. Cơ sở hạ tầng được sử dụng đã được xây dựng trong thời kỳ thuộc địa của Ý. Hệ thống cơ sở hạ tầng bao gồm chủ yếu là cáp đồng cũ, mặc dù ở các trung tâm đô thị lớn, bao gồm Asmara, Massawa và Keren, các hệ thống chuyển mạch đã được nâng cấp.